# サニア・ラメル空港
サニア・ラメル空港（サニア・ラメルくうこう、フランス語: Aéroport Tétouan – Sania R'mel、アラビア語: مطار تطوان سانية الرمل）は、 モロッコ王国北部の都市テトゥアンにある空港。テトゥアン空港とも表記される。

## 概要
1913年10月から11月にかけてスペイン軍の軍事基地として開業。空港が平野にあるため雨季の冬に洪水が多発したにもかかわらず、第一次世界大戦後には増築や改修工事が行われスペイン軍の重要拠点となった。また、第3次リーフ戦争でも活躍している。1956年のモロッコ独立後は、モロッコが施設の運営をしている。
2008年に改修された現在のサニア・ラメル空港には2,300mの滑走路を有し、1,200m²のターミナルがある。ターミナルには年間30万人を処理する能力があるが、旅客輸送量が少なく2022年の年間利用者数は63,236人である。2023年8月10日には、の長さ3200ｍの第2滑走路の建設が終了し、現在は管制塔とターミナルの工事中である。工事が終了し第2滑走路が使用できるようになると、大型旅客機の離着陸も可能となり滑走路の処理能力が年間30万人となる。実際に2023年6月23日には、ロイヤル・エア・モロッコが所有する大型機のボーイング747が離着陸に成功している。

## 就航路線[9]
| 航空会社                 | 就航地                                                                                     |
| ------------------------ | ------------------------------------------------------------------------------------------ |
| ロイヤル・エア・モロッコ | カサブランカ、アル・ホセイマ                                                               |
| ライアンエアー           | セビリア、マラガ、マドリード、アリカンテ、シャルルロワ、マルセイユ、マラケシュ、バルセロナ |
| TUIフライ・ベルギー      | ブリュッセル                                                                               |
| エア・アラビア・モロッコ | バルセロナ、マドリード、ブリュッセル、マラガ                                               |

上記以外にも2024年5月7日からエア・アラビア・モロッコによるアムステルダムまでの路線が就航予定。